# Challenger de Coquimbo 2022
El torneo Challenger de Coquimbo 2022, denominado por razones de patrocinio Dove Men+Care Coquimbo fue un torneo de tenis perteneciente al ATP Challenger Tour 2022 en la categoría Challenger 80 y al Circuito Legión Sudamericana 2022. Se trató de la 1.ª edición, el torneo tuvo lugar en la ciudad de Coquimbo (Chile), desde el 2 hasta el 8 de mayo de 2022 sobre pista de tierra batida al aire libre.

## Jugadores participantes del cuadro de individuales
| Favorito | País                 | Jugador                    | Rank1 | Posición en el torneo |
| -------- | -------------------- | -------------------------- | ----- | --------------------- |
| 1        | Bandera de Chile     | Tomás Barrios              | 145   | Cuartos de final      |
| 2        | Bandera de Argentina | Santiago Rodríguez Taverna | 201   | Segunda ronda         |
| 3        | Bandera de Argentina | Andrea Collarini           | 227   | Cuartos de final      |
| 4        | Bandera de Argentina | Genaro Alberto Olivieri    | 241   | Segunda ronda         |
| 5        | Bandera de Chile     | Gonzalo Lama               | 259   | Segunda ronda         |
| 6        | Bandera de Brasil    | Daniel Dutra da Silva      | 284   | Primera ronda         |
| 7        | Bandera de Brasil    | Orlando Luz                | 287   | Primera ronda         |
| 8        | Bandera de Colombia  | Nicolás Mejía              | 291   | Primera ronda         |

- 1 Se ha tomado en cuenta el ranking del 2 de mayo de 2022.

### Otros participantes
Los siguientes jugadores recibieron una invitación (wild card), por lo tanto ingresan directamente al cuadro principal (WC):
- Nicolás Villalón
- Pedro Boscardin Dias
- Santiago Rodríguez Taverna

Los siguientes jugadores ingresan al cuadro principal tras disputar el cuadro clasificatorio (Q):
- Murkel Dellien
- Arklon Huertas del Pino
- Conner Huertas del Pino
- Wilson Leite
- Naoki Nakagawa
- João Lucas Reis da Silva

## Campeones

### Individual Masculino
- Facundo Díaz Acosta derrotó en la final a  Pedro Boscardin Dias, 7–5, 7–6(4)

### Dobles Masculino
- Guillermo Durán /  Nicolás Mejía derrotaron en la final a  Diego Hidalgo /  Cristian Rodríguez, 6–4, 1–6, [10–7]